# Ugo Pasquale Mifsud
Pour les articles homonymes, voir Mifsud.
Ugo Pasquale Mifsud (12 septembre 1889 - 11 février 1942), fils du juge Gio Batta Mifsud et Philomena Marianna Mascate, a été le troisième et le cinquième Premier ministre de Malte. Il occupera ce poste de 1924 à 1927 et de 1932 à 1933.

## Biographie
Il était membre du Parti nationaliste et faisait partie de la communauté italienne de Malte.
Durant la Seconde Guerre mondiale, Sir Ugo Mifsud et le Dr Giorgio Borg Olivier étaient les seuls membres restants du camp nationaliste au parlement. Sir Mifsud s'évanouit après avoir lancé une défense passionnée contre la déportation dans les camps de concentration en Ouganda de Enrico Mizzi et de 49 autres italiens maltais, accusés de pro-italianisme. Il est mort quelques jours plus tard.